# Сундевіїн Бямбацерен
Сундевіїн Бямбацерен (монг. Сүндэвийн Бямбацэрэн; нар. 24 березня 1990) — монгольська борчиня вільного стилю, бронзова призерка чемпіонату Азії, срібна призерка Азійських ігор, срібна та бронзова призерка Кубків світу, учасниця Олімпійських ігор.

## Біографія
Боротьбою почала займатися з 2008 року.
Виступає за борцівський клуб «Аварда» з Улан-Батора.

## Спортивні результати на міжнародних змаганнях

### Виступи на Олімпіадах
| Змагання                    | Збірна   | Вагова категорія          | Місце |
| --------------------------- | -------- | ------------------------- | ----- |
| Літні Олімпійські ігри 2012 | Монголія | жіноча боротьба, до 55 кг | 17    |

### Виступи на Чемпіонатах світу
| Змагання                        | Збірна   | Вагова категорія          | Місце |
| ------------------------------- | -------- | ------------------------- | ----- |
| Чемпіонат світу з боротьби 2010 | Монголія | жіноча боротьба, до 55 кг | 7     |
| Чемпіонат світу з боротьби 2013 | Монголія | жіноча боротьба, до 55 кг | 8     |
| Чемпіонат світу з боротьби 2015 | Монголія | жіноча боротьба, до 55 кг | 10    |

### Виступи на Чемпіонатах Азії
| Змагання                                     | Збірна   | Вагова категорія          | Місце  |
| -------------------------------------------- | -------- | ------------------------- | ------ |
| Чемпіонат Азії з боротьби 2010               | Монголія | жіноча боротьба, до 55 кг | Бронза |
| Чемпіонат Азії з боротьби 2013               | Монголія | жіноча боротьба, до 55 кг | 5      |
| Чемпіонат Азії з боротьби серед юніорів 2009 | Монголія | жіноча боротьба, до 55 кг | 5      |

### Виступи на Азійських іграх
| Змагання           | Збірна   | Вагова категорія          | Місце  |
| ------------------ | -------- | ------------------------- | ------ |
| Азійські ігри 2014 | Монголія | жіноча боротьба, до 55 кг | Срібло |

### Виступи на Кубках світу
| Змагання                    | Збірна   | Вагова категорія          | Місце  |
| --------------------------- | -------- | ------------------------- | ------ |
| Кубок світу з боротьби 2011 | Монголія | жіноча боротьба, до 55 кг | 8      |
| Кубок світу з боротьби 2012 | Монголія | жіноча боротьба, до 55 кг | 4      |
| Кубок світу з боротьби 2013 | Монголія | жіноча боротьба, до 55 кг | Срібло |
| Кубок світу з боротьби 2014 | Монголія | жіноча боротьба, до 55 кг | 5      |
| Кубок світу з боротьби 2015 | Монголія | жіноча боротьба, до 55 кг | Бронза |

### Виступи на інших змаганнях
| Змагання                                                      | Збірна   | Вагова категорія          | Місце  |
| ------------------------------------------------------------- | -------- | ------------------------- | ------ |
| Міжнародний турнір Ньюйоркського атлетичного клубу 2011       | Монголія | жіноча боротьба, до 55 кг | Золото |
| Відкритий кубок Монголії з боротьби 2012                      | Монголія | жіноча боротьба, до 55 кг | Срібло |
| Київський Міжнародний турнір з боротьби 2012                  | Монголія | жіноча боротьба, до 55 кг | Бронза |
| Олімпійський кваліфікаційний турнір з боротьби 2012 (Тайюань) | Монголія | жіноча боротьба, до 55 кг | Срібло |
| Гран-прі «Іван Яригін» 2013                                   | Монголія | жіноча боротьба, до 55 кг | Срібло |
| Гран-прі Іспанії з боротьби 2013                              | Монголія | жіноча боротьба, до 55 кг | Бронза |
| Золотий Гран-прі з боротьби 2013 (Баку)                       | Монголія | жіноча боротьба, до 55 кг | 7      |
| Відкритий чемпіонат Польщі з боротьби 2014                    | Монголія | жіноча боротьба, до 55 кг | Золото |
| Відкритий кубок Росії з боротьби 2014                         | Монголія | жіноча боротьба, до 58 кг | Золото |
| Гран-прі Парижа з боротьби 2015                               | Монголія | жіноча боротьба, до 58 кг | 7      |
| Flatz Open 2015                                               | Монголія | жіноча боротьба, до 58 кг | Золото |
| Відкритий кубок Монголії з боротьби 2015                      | Монголія | жіноча боротьба, до 58 кг | Бронза |
| Відкритий чемпіонат Польщі з боротьби 2015                    | Монголія | жіноча боротьба, до 55 кг | 5      |
| Гран-прі «Іван Яригін» 2016                                   | Монголія | жіноча боротьба, до 58 кг | 11     |

### Виступи на змаганнях молодших вікових груп
| Змагання                                     | Збірна   | Вагова категорія          | Місце |
| -------------------------------------------- | -------- | ------------------------- | ----- |
| Чемпіонат Азії з боротьби серед юніорів 2009 | Монголія | жіноча боротьба, до 55 кг | 5     |